# MKB-10 Poglavje XIV: Bolezni sečil in spolovil
| Mednarodna klasifikacija bolezni in sorodnih zdravstvenih problemov 10. popravljena izdaja | Mednarodna klasifikacija bolezni in sorodnih zdravstvenih problemov 10. popravljena izdaja | Mednarodna klasifikacija bolezni in sorodnih zdravstvenih problemov 10. popravljena izdaja     |
| Poglavje                                                                                   | Kategorije                                                                                 | Naslov                                                                                         |
| ------------------------------------------------------------------------------------------ | ------------------------------------------------------------------------------------------ | ---------------------------------------------------------------------------------------------- |
| I                                                                                          | A00-B99                                                                                    | Nekatere infekcijske in parazitske bolezni                                                     |
| II                                                                                         | C00-D48                                                                                    | Neoplazme                                                                                      |
| III                                                                                        | D50-D89                                                                                    | Bolezni krvi in krvotvornih organov in nekatere bolezni, pri katerih je udeležen imunski odziv |
| IV                                                                                         | E00-E90                                                                                    | Endokrine, prehranske in presnovne bolezni                                                     |
| V                                                                                          | F00-F99                                                                                    | Duševne in vedenjske motnje                                                                    |
| VI                                                                                         | G00-G99                                                                                    | Bolezni živčevja                                                                               |
| VII                                                                                        | H00-H59                                                                                    | Bolezni očesa in adneksov                                                                      |
| VIII                                                                                       | H60-H95                                                                                    | Bolezni ušesa in mastoida                                                                      |
| IX                                                                                         | I00-I99                                                                                    | Bolezni obtočil                                                                                |
| X                                                                                          | J00-J99                                                                                    | Bolezni dihal                                                                                  |
| XI                                                                                         | K00-K93                                                                                    | Bolezni prebavil                                                                               |
| XII                                                                                        | L00-L99                                                                                    | Bolezni kože in podkožja                                                                       |
| XIII                                                                                       | M00-M99                                                                                    | Bolezni mišično-skeletnega sistema in vezivnega tkiva                                          |
| XIV                                                                                        | N00-N99                                                                                    | Bolezni sečil in spolovil                                                                      |
| XV                                                                                         | O00-O99                                                                                    | Nosečnost, porod in poporodno obdobje                                                          |
| XVI                                                                                        | P00-P96                                                                                    | Nekatera stanja, ki izvirajo v obporodnem obdobju                                              |
| XVII                                                                                       | Q00-Q99                                                                                    | Prirojene malformacije, deformacije in kromosomske nenormalnosti                               |
| XVIII                                                                                      | R00-R99                                                                                    | Simptomi, znaki in nenormalni klinični in laboratorijski izvidi, ki niso uvrščeni drugje       |
| XIX                                                                                        | S00-T98                                                                                    | Poškodbe, zastrupitve in nekatere druge posledice zunanjih vzrokov                             |
| XX                                                                                         | V01-Y98                                                                                    | Zunanji vzroki obolevnosti in umrljivosti                                                      |
| XXI                                                                                        | Z00-Z99                                                                                    | Dejavniki, ki vplivajo na zdravstveno stanje in na stik z zdravstveno službo                   |
| XXII                                                                                       | U00-U99                                                                                    | Kode za posebno uporabo                                                                        |

Mednarodno klasifikacijo bolezni in sorodnih zdravstvenih problemov 10-ta revizija (MKB-10) objavlja Svetovna zdravstvena organizacija (WHO)..  Ta stran vsebuje MKB-10 Poglavje XIV: Bolezni sečil in spolovil.

## N00-N39 - Bolezni sečil in spolovil: sečila

### (N00-N08) Bolezni glomerulov
Prefiksi:
.0 	Minimalne glomerulne nenormalnosti
Bolezni minimalnih sprememb
.1 	Fokalne in segmentalne glomerulne  lezije
.2 	Difuzni membranski glomerulonefritis
.3 	Difuzni mezangijski proliferative glomerulonephritis
.4 	Difuzni endokapilarni proliferativni glomerulonefritis
.5 	Difuzni mezangiokapilarni glomerulonefritis
Membranoproliferativni glomerulonefritis, tip 1 in 3, ali BDO
.6 	Bolezni gostih depozitov
Membranoproliferativni glomerulonefritis, tip 2
.7 	Difuzni glomerulonefritis s polmeseci 
Ekstrakapilarni glomerulonefritis
.8 	Druge vrste
Proliferativni glomerulonefritis BDO
.9 	Neopredeljen
- (N00) Akutni nefritični sindrom
- (N01) Naglo napredujoči nefritični sindrom
- (N02) Rekurentna in persistenttna hematurija
- (N03) Kronični nefritični sindrom
- (N04) Nefrotični sindrom
  - Lipoid nephrosis
- (N05) Neopredeljen nefritični sindrom
- (N06) Izoliranja proteinurija z opredeljeno morfološko lezijo
- (N07) Hereditarna nefropatija, ki ni uvrščena drugje
- (N08) Glomerulne motnje pri boleznih, uvrščenih drugje

### (N10-N16) Ledvične tubulointersticijske bolezni
- (N10) Akutni  tubulointersticijski nefritis
  - Akutni pielonefritis
  - Akutni pielitis

- (N11) Kronični tubulointersticijski nefritis
  - Kronični pielonefritis
  - Kronični pielitis
    - (N11.0) Neobstruktivni refluksni kronični pielonefritis
    - (N11.1) Kronični obstruktivni pielonefritis
    - (N11.8) Druge vrste kronični tubulointersticijski nefritis
    - (N11.9) Kronični tubulointersticijski nefritis, neopredeljen

- (N12) Tubulointersticijski nefritis, ki ni opredeljen kot akutni ali kronični
  - Intersticijski nefritis BDO
  - Pielitis BDO
  - Pielonefritis BDO

- (N13) Obstruktivna in refluksna uropatija
  - (N13.0) Hidronefroza z obstrukcijo ureteropelvičnega ustja
  - (N13.1) Hidronefroza s strikturo sečevoda ki ni uvrščena drugje
  - (N13.2) Hidronefroza z obstrukcijo zaradi kamna v ledvici ali kamna v sečevodu
  - (N13.3) Druge in neopredeljene hidronefroze
  - (N13.4) Hidroureter
  - (N13.5) Zažetost in striktura sečevoda brez hidronefroze
  - (N13.6) Pionefroza
  - (N13.7) Uropatija zaradi vezikoureteralnega refluksa
  - (N13.8) Druge obstruktivne in refluksne uropatije
  - (N13.9) Obstruktivna in refluksna uropatija, neopredeljena

- (N14) Tubulointersticijske nefropatije in tubulopatije, ki jih povzročajo zdravila in težke kovine
  - (N14.0) Analgetična nefropatija
  - (N14.1) Nefropatija, povzročena z drugimi drogami, zdravili in biološkimi snovmi
  - (N14.2) Nefropatija, povzročena z neopredeljenimi drogami, zdravili in biološkimi snovmi
  - (N14.3) Nefropatija, povzročena s težkimi kovinami
  - (N14.4) Toksična nefropatija, ki ni uvrščena drugje

- (N15) Druge ledvične tubulointersticijske bolezni 
  - (N15.0) Balkanska nefropatija
    - Balkanska endemična nefropatija

  - (N15.1) Renalni in perinefrični absces
  - (N15.8) Druge opredeljene ledvične tubulointersticijske bolezni
  - (N15.9) Ledvična tubulointersticijska bolezen, neopredeljena
    - Infekcija ledvic BDO

- (N16) Ledvične tubulointersticijske motnje pri boleznih, uvrščenih drugje

### (N17-N19) Ledvična odpoved
- (N17) Akutna ledvična odpoved
  - (N17.0) Akutna ledvična odpoved s tubulno nekrozo
  - (N17.1) Akutna ledvična odpoved z akutno kortikalno nekrozo
  - (N17.2) Akutna ledvična odpoved z medularno nekrozo
  - (N17.8) Druge vrste akutna ledvična odpoved
  - (N17.9) Akutna ledvična odpoved, neopredeljena

- (N18) Kronična ledvična odpoved
- (N19) Neopredeljena ledvična odpoved

### (N20-N23) Urolitiaza (kamni v sečilih)
- (N20) Kamen v ledvici in sečevodu (ureterju) 
  - (N20.0) Kamen v ledvici
    - Ledvični kamen BDO
    - Koralni kamen

  - (N20.1) Kamen v sečevodu
  - (N20.2) Kamen v ledvici in kamen v sečevodu
  - (N20.9) Kamen sečil, neopredeljen
    - Kalkulozni pielonefritis

- (N21) Kamen v spodnjih sečilih
- (N22) Kamen v sečilih pri boleznih, uvrščenih drugje
- (N23) Neopredeljene ledvične kolike

### (N25-N29) Druge motnje ledvice in sečevoda (ureterja)
- (N25) Motnje, ki so posledica oslabljenega delovanja ledvičnih tubulov
  - (N25.0) Ledvična osteodistrofija
    - Azotemična osteodistrofija
    - Fosfaturija kot tubulna motnja
    - Ledvični rahitis

  - (N25.1) Nefrogeni diabetes insipidus
  - (N25.8) Druge motnje, ki so posledica oslabljenega delovanja ledvičnih tubulov
    - Lightwood-Albrightov sindrom
    - Ledvična tubulna acidoza
    - Sekundarni hiperparatiroidizem ledvičnega izvora

  - (N25.9) Motnja, ki je  posledica oslabljenega delovanja ledvičnih tubulov, neopredeljena

- (N26) Sfrknjena ledvica zaradi neznanega vzroka

- (N27) Majhna ledvica zaradi neznanega vzroka
  - (N27.0) Majhna ledvica, enostransko
  - (N27.1) Majhna ledvica, obojestransko
  - (N27.9) Majhna ledvica, neopredeljeno

- (N28) Druge motnje ledvice in sečevoda, ki niso uvrščena drugje
  - (N28.0) Ishemija in infarkt ledvice
  - (N28.1) Cista ledvice, pridobljena
  - (N28.8) Druge opredeljene motnje ledvice in sečevoda
    - Hipertrofija ledvice
    - Megaloureter
    - Nefroptoza
    - Cistični pielitis
    - Cistični pieloureteritis
    - Cistični ureteritis
    - Ureterokela

  - (N28.9) Motnje ledvice in sečevoda, neopredeljena
    - Nefropatija BDO
    - Ledvična bolezen BDO

- (N29) Druge motnje ledvice in sečevoda pri boleznih, uvrščenih drugje
  - (N29.0) Pozni sifilitis ledvic
  - (N29.8) Druge motnje ledvice in sečevoda pri infekcijskih in parazitskih boleznih, uvrščenih drugje

### (N30-N39) Druge bolezni sečil
- (N30) Cistitis  (vnetje sečnega mehurja)
  - (N30.0) Akutni cistitis
  - (N30.1) Intersticijskicistitis (kronični)
  - (N30.2) Druge vrste kronični cistitis
  - (N30.3) Trigonitis
    - Uretrotrigonitis

  - (N30.4) Iradiacijski cistitis
  - (N30.8) Druge vrste cistitis
    - Absces sečnega mehurja

  - (N30.9) Cistitis, neopredeljen

- (N31) Živčnomišična disfunkcija sečnega mehurja, ki ni uvrščena drugje
  - (N31.0) Nestabilni nevrogeni mehur, ki ni uvrščen drugje
  - (N31.1) Refleksni nevrogeni mehur, ki ni uvrščen drugje
  - (N31.2) Flakcidni nevropatski mehur, ki ni uvrščen drugje
  - (N31.8) Druge vrste živčnomišična disfunkcija sečnega mehurja
  - (N31.9) Živčnomišična disfunkcija sečnega mehurja, neopredeljen
    - Nevrogena disfunkcija sečnega mehurja BDO

- (N32) Druge motnje sečnega mehurja (sečnika)
  - (N32.0) Obstrukcija vratu sečnega mehurja
  - (N32.1) Vezikointestinalna fistula
    - Vezikorektalna fistula

  - (N32.2) Vezikalna fistula, ki ni uvrščena drugje
  - (N32.r) Divertikel sečnega mehurja
  - (N32.4) Ruptura sečnega mehurja, nepoškodbena
  - (N32.8) Druge opredeljene motnje sečnega mehurja
  - (N32.9) Motnja sečnega mehurja, neopredeljen

- (N33) Motnje sečnega mehurja (sečnika) pri boleznih, uvrščenih drugje

- (N34) Uretritis in uretralni sindrom
  - (N34.0) Absces uretre (sečnice)
  - (N34.1) Nespecifični uretritis
    - Negonokokni uretritis
    - Nevenerični uretritis

- (N35) Striktura uretre (zoženje sečnice)

- (N36) Druge motnje sečnice (uretre)

- (N37) Motnje sečnice (uretre) pri boleznih, uvrščenih drugje

- (N39) Druge motnje sečil
  - (N39.0) Infekcija sečil, mesto ni opredeljeno
  - (N39.1) Persistentna proteinurija, neopredeljena
  - (N39.2) Ortostatska proteinurija, neopredeljena
  - (N39.3) Stresna inkontinenca
  - (N39.4) Druge vrste opredeljena inkontinenca urina
    - Overflow inkontinenca (preplavitvena)
    - Refleksna inkontinenca
    - Urgentna inkontinenca (ob tiščanju)

  - (N39.8) Druge opredeljene motnje sečil
  - (N39.9) Motnja sečil, neopredeljena

## N40-N99 - Bolezni sečil in spolovil: medenični in spolni organi ter prsi

### (N40-N51) Bolezni moških spolnih organov
- (N40) Hiperplazija prostate (obsečnice) 
  - Fibrom prostate
  - Hipertrofija (benigna) prostate
  - Miom prostate
  - Adenom prostate
  - Fibroadenom prostate
  - Povečanje (benigno) prostate

- (N41) Vnetne bolezni prostate
  - (N41.0) Akutni prostatitis
  - (N41.1) Kronični prostatitis
  - (N41.2) Absces prostate
  - (N41.3) Prostatocistitis
  - (N41.8) Druge vnetne bolezni prostate
  - (N41.0) Vnetna bolezen prostate, neopredeljena
    - Prostatitis BDO

- (N42) Druge bolezni prostate
  - (N42.0) Kalkuloza prostate
    - Prostatični kamni

  - (N42.1) Hiperemija in krvavitev prostate
  - (N42.2) Atrofija prostate
  - (N42.8) Druge opredeljene bolezni prostate
  - (N42.9) Bolezni prostate, neopredeljena

- (N43) Hidrokela in spermatokela
  - (N43.0) Cistična hidrokela
  - (N43.1) Okužena hidrokela
  - (N43.2) Druge vrste hidrokela
  - (N43.3) Hidrokela, neopredeljena
  - (N43.4) Spermatokela

- (N44) Torzija testisa
- (N45) Orhitis in epididimitis

- (N46) Moška neplodnost
  - Azoospermija BDO
  - Oligospermija BDO

- (N47) Zoženi prepucij, fimoza in parafimoza
  - Adherentni prepucij
  - Čvrsto zaraščen prepucij

- (N48) Druge motnje penisa
  - (N48.0) Levkoplakija penisa
    - Kravroza penisa
    - Balanitis xerotica obliterans

  - (N48.1) Balanopostitis
    - Balanitis

  - (N48.2) Druga vnetja penisa
    - Kavernitis (penis)

  - (N48.3) Priapizem
  - (N48.4) Impotenca organskega izvora
  - (N48.5) Ulkus penisa
  - (N48.6) Induratio penis plastica
    - Peyroniejeva bolezen
    - Plastična induracija penisa

  - (N48.8) Druge opredeljene motnje penisa
  - (N48.9) Motnja penisa, neopredeljen

- (N49) Vnetja moških spolnih organov, ki niso uvrščena drugje
  - (N49.0) Vnetja semenjaka (vesicula seminalis)
    - Vezikulitis BDO

  - (N49.1) Vnetja semenskega povesma, tunike vaginalis in deferentnega duktusa (semenovoda)
    - Vazitis

  - (N49.2) Vnetja modnika (skrotuma)
  - (N49.8) Vnetja drugih opredeljenih moških spolnih organov
  - (N49.9) Vnetje neopredeljenega moškega spolnega organa

- (N50) Druge motnje moških spolnih organov
- (N50.0) Atrofija testisa
- (N50.1) Vaskularne motnje moških spolnih organov
- (N50.8) Druge opredeljene motnje moških spolnih organov
- (N50.9) Motnje moških spolnih organov, neopredeljene

- (N51) Motnje moških spolnih organov pri boleznih, uvrščenih drugje

### (N60-N64) Motnje dojke
- (N60) Benigna displazija dojke
  - (N60.0) Solitarna cista dojke
    - Cista dojke

  - (N60.1) Difuzna cistična mastopatija
    - Fibrocistična bolezen dojke

  - (N60.2) Fibroadenoza dojke
  - (N60.3) Fibroskleroza dojke
  - (N60.4) Ektazija mamarnega voda
  - (N60.8) Druge benigne displazije dojke
  - (N60.9) Benigna displazija dojke, neopredeljena

- (N61) Vnetja dojke
  - Mastitis, BDO
  - Karbunkel dojke

- (N62) Hipertrofija dojke
  - Ginekomastia

- (N63) Neopredeljena zatrdlina v dojki

- (N64) Druge motnje dojke
  - (N64.0) Fisura in fistula bradavice
  - (N64.1) Maščobna nekroza dojke
  - (N64.2) Atrofija dojke
  - (N64.3) Galaktoreja, ki ni povezana s porodom
  - (N64.4) Mastodinija (boleča dojka)
  - (N64.5) Drugi znaki in simptomi v dojki
    - Zatrdlina dojke
    - Izcedek iz bradavice
    - Uvlečena bradavica

  - (N64.8) Druge opredeljene motnje dojke
    - Galaktokela

  - (N64.9) Motnja dojke, neopredeljena

### (N70-N77) Vnetne bolezni ženskih medeničnih (pelvičnih) organov
- (N70) Salpingitis in ooforitis
  - (N70.0) Akutni salpingitis in ooforitis
  - (N70.1) Kronični salpingitis in ooforitis
    - Hidrosalpinks

  - (N70.9) Salpingitis in ooforitis, neopredeljena

- (N71) Vnetna bolezen maternice, razen vratu
  - endometritis
  - endomiometritis
  - metritis
  - myiometritis
  - piometra
  - maternični absces

- (N72) Vnetna bolezen materničnega vratu, 
  - Cervicitis
  - Endocervicitis
  - Eksocervicitis

- (N73) Druge vnetne bolezni v ženski medenični votlini
  - (N73.0) Akutni parametritis
  - Akutni pelvični celulitis, ženski
  - (N73.1) Kronični parametritis
  - Kronični pelvični celulitis, ženski
  - (N73.2) Neopredeljen parametritis
  - (N73.3) Akutni pelveoperitonitis pri ženski
  - (N73.4) Kronični pelveoperitonitis pri ženski
  - (N73.5) Pelveoperitonitis pri ženski, neopredeljen
  - (N73.6) Peritonealne zatrdline v ženski medenčni votlini
  - (N73.8) Druge opredeljene vnetne bolezni v ženski medenični votlini
  - (N73.9) Vnetna bolezen v ženski medenični votlini, neopredeljena

- (N74) Vnetne sprembe v ženski medenični votlini pri boleznih, uvrščenih drugje
- (N75) Bolezni Bartholininove žleze

- (N76) Druge vrste vnetje nožnice in ženskega zunanjega spolovila
  - (N76.0) Akutni vaginitis
    - Vulvovaginitis BDO

  - (N76.1) Subakutni in kronični vaginitis
  - (N76.2) Akutni vulvitis
  - (N76.3) Subakutni in kronični vulvitis
  - (N76.4) Absces ženskega zunanjega spolovila
  - (N76.5) Ulceracija nožnice
  - (N76.6) Ulceracija ženskega zunanjega spolovila
  - (N76.8) Drugo opredeljeno vnetje nožnice in ženskega zunanjega spolovila

- (N77) Vulvovaginalna ulceracija in vnetje pri boleznih, uvrščenih drugje
  - (N77.0) Ulceracija ženskega zunanjega spolovila pri infekcijskih in parazitskih boleznih, uvrščenih drugje
  - (N77.1) Vaginitis, vulvitis in vulvovaginitis  pri infekcijskih in parazitskih boleznih, uvrščenih drugje
  - (N77.8) Vulvovaginal ulceracija in vnetje pri drugih boleznih, uvrščenih drugje

### (N80-N98) Nevnetne motnje ženskega spolnega (genitalnega) trakta
- (N80) Endometrioza
  - (N80) Endometrioza maternice
    - Adenomioza

- (N81) Zdrs (prolaps) ženskih spolnih organov
  - (N81.0) Ženska uretrokela
  - (N81.1) Cistokela
  - (N81.6) Rektokela

- (N82) Fistule na ženskem spolnem traktu
  - (N82.0) Vezikovaginalna fistula
  - (N82.1) Druge fistule ženskih sečil in rodil
  - (N82.2) Fistula nožnice do tankega črevesa
  - (N82.3) Fistula nožnice do debelega črevesa
    - Rektovaginalna fistula

  - (N82.4) Druge fistule ženskega intestinalnogenitalnega trakta
    - Intestinouterina fistula

  - (N82.5) Kožne fistule ženskega spolnega trakta

- (N83) Nevnetne nepravilnosti jajčnika, jajcevoda in širokega ligamenta
  - (N83.0) Folikularna cista jajčnika
    - Cista Graafovega folikla
    - Hemoragična folikularna cista (jajčnika)

  - (N83.1) Cista rumenega telesca
  - (N83.2) Druge in neopredeljene ciste jajčnika
    - Retencijska cista jajčnika
    - Enostavna cista jajčnika

  - (N83.3) Pridobljena atrofija jajčnika in jajcevoda
  - (N83.4) Zdrs in hernija jajčnika in jajcevoda
  - (N83.5) Torzija jajčnika in jajcevoda
  - (N83.6) Hematosalpinks
  - (N83.7) Hematom širokega ligamenta
  - (N83.8) Druge nevnetne nepravilnosti jajčnika, jajcevoda in širokega ligamenta
  - (N83.9) Nevnetna nepravilnost jajčnika, jajcevoda in širokega ligamenta, neopredeljena

- (N84) Polip ženskega spolnega trakta
  - (N84.0) Polip materničnega telesa
  - (N84.1) Polip materničnega vratu
  - (N84.2) Polip nožnice
  - (N84.3) Polip zunanjega spolovila
    - Polip labija

  - (N84.8) Polip drugih delov ženskega spolnega trakta
  - (N84.9) Polip ženskega spolnega trakta, neopredeljen

- (N85) Druge nevnetne nepravilnosti maternice, razen vratu
  - (N85.0) Glandularna hiperplazija endometrija
    - Hiperplazija endometrija BDO

  - (N85.1) Adenomatozna hiperplazija endometrija
  - (N85.2) Hipertrofija maternice
  - (N85.3) Nepopolna involucija maternice
  - (N85.4) Nepravilna lega maternice
    - Anteverzija maternice
    - Retrofleksija maternice
    - Retroverzija maternice

  - (N85.5) Inverzija maternice
  - (N85.6) Intrauterina zarastlina
  - (N85.7) Hematometra
  - (N85.8) Druge opredeljene nevnetne nepravilnosti maternice 
    - Atrofija maternice, pridobljena
    - Fibroza maternice BDO

  - (N85.9) Nevnetna nepravilnost maternice, neopredeljena

- (N86) Erozija in ektopij materničnega vratu

- (N87) Displazija materničnega vratu
  - (N87.0) Blaga displazija materničnega vratu
  - (N87.1) Zmerna displazija materničnega vratu
  - (N87.2) Huda displazija materničnega vratu, ki ni uvrščena drugje
  - (N87.9) Displazija materničnega vratu, neopredeljena

- (N88) Druge nevnetne nepravilnosti materničnega vratu
  - (N88.0) Levkoplakija materničnega vratu
  - (N88.1) Stara poškodba materničnega vratu
  - (N88.2) Striktura in stenoza materničnega vratu
  - (N88.3) Nezadostnost materničnega vratu
  - (N88.4) Hipertrofično podaljšanje materničnega vratu
  - (N88.8) Druge opredeljene nevnetne nepravilnosti materničnega vratu
  - (N88.9) Nevnetna nepravilnost materničnega vratu, neopredeljena

- (N89) Druge nevnetne nepravilnosti nožnice
  - (N89.0) Blaga vaginalna displazija
  - (N89.1) Zmerna vaginalna displazija
  - (N89.2) Huda vaginalna displazija, ki ni uvrščena drugje
  - (N89.3) Displazija nožnice, neopredeljena
  - (N89.4) Lekvoplakija nožnice (vaginalna levkoplakija)
  - (N89.5) Zožanje in atrezija nožnice
  - (N89.6) Ozek himenski obroč
    - Togi himen
    - Ozek introitus

  - (N89.7) Hematokolpos
  - (N89.8) Druge opredeljene nevnetne nepravilnosti nožnice]]
    - Lekkoreja BDO

  - (N89.9) Nevnetna nepravilnost nožnice, neopredeljen

- (N90) Druge nevnetne nepravilnosti ženskega zunanjega spolovila (vulve)  in presredka (perineja)
  - (N90.0) Blaga displazija ženskega zunanjega spolovila
  - (N90.1) Zmerna displazija ženskega zunanjega spolovila
  - (N90.2) Huda displazija ženskega zunanjega spolovila, ki ni uvrščena drugje
  - (N90.3) Displazija ženskega zunanjega spolovila, neopredeljena
  - (N90.4) Levkoplakija ženskega zunanjega spolovila
  - (N90.5) Atrofija ženskega zunanjega spolovila
  - (N90.6) Hipertrofija ženskega zunanjega spolovila
    - Hipertrofija labija

  - (N90.7) Cista ženskega zunanjega spolovila
  - (N90.8) Druge opredeljene nevnetne nepravilnosti ženskega zunanjega spolovila in presredka
    - Hipertrofija klitorisa

  - (N90.9) Nevnetna nepravilnost ženskega zunanjega spolovila in presredka, neopredeljena

- (N91) Odsotna, šibka menstruacija in taka, ki se pojavlja na daljše časovne razmike
  - (N91.0) Primarna amenoreja
    - Odsotnost spontane menstruacije v puberteti

  - (N91.1) Sekundarna amenoreja
    - Odsotnost menstruacije pri ženski, ki je že imela menstruacijo

  - (N91.2) Amenoreja, neopredeljena
    - Odsotnost mentruacje BDO

  - (N91.5) Oligomenoreja, neopredeljena
    - Hipomenoreja BDO

- (N92) Premočna, prepogosta in neredna menstruacija
  - (N92.0) Premočna, prepogosta menstruacija v rednih časovnih razmikih
    - Menoragija BDO
    - Polimenoreja

  - (N92.1) Premočna, prepogosta menstruacija v nerednih časovnih razmikih
    - Menometroragija
    - Metroragija

  - (N92.2) Premočna menstruacija v puberteti
  - (N92.3) Ovulacijska krvavitev
  - (N92.4) Premočna krvavitev v predmenopavznem obdobju

- (N93) Druge vrste nenormalna krvavitev iz maternice in nožnice
  - (N93.0) Postkoitalna in kontaktna krvavitev
  - (N93.8) Druge vrste opredeljena nenormalna krvavitev iz maternice in nožnice
    - Disfunkcijska krvavitev iz maternice ali krvavitev iz nožnice BDO

  - (N93.9) Nenormalna krvavitev iz maternice in nožnice, neopredeljena

- (N94) Bolečina in druga stanja povezana z ženskimi spolnimi organi in mestruacijskim ciklom
  - (N94.0) Bolečina sredi menstruacijskega ciklusa (Mittelschmerz)
  - (N94.1) Disparevnija (boleč spolni odnos)
  - (N94.2) Vaginizem
  - (N94.3) Predmenstruacijski sindrom
  - (N94.4) Primarna dismenoreja
  - (N94.5) Sekundarna dismenoreja
  - (N94.6) Sismenoreja, neopredeljena

- (N95) Menopavzne in druge obmenopavzne motnje
  - (N95.0) Pomenopavzna krvavitev
  - (N95.1) Menopavzna stanja in stanja žensk v klimakteriju
  - (N95.2) Pomenopavzalni atrofični vaginitis
    - Starostni vaginitis

  - (N95.3) Stanja, povezana z umetno menopavzo
  - (N95.8) Druge opredeljene menopavzne in druge perimenopavzne motnje
  - (N95.9) Menopavzna in druga perimenopavzna motnja, neopredeljen

- (N96) Ženska s ponavljajočimi se splavi

- (N97) Ženska neplodnost
  - (N97.0) Ženska neplodnost, povezana z anuvulacijo
  - (N97.1) Ženska neplodnost tubarnega izvora
  - (N97.2) Ženska neplodnost materničnega izvora
    - Neugnezdenje jajčeca

  - (N97.3) Ženska neplodnost cervikalnega izvora
  - (N97.4) Ženska neplodnost, povezana z moškimi dejavniki
  - (N97.8) Ženska neplodnost drugačnega izvora
  - (N97.9) Ženska neplodnost, neopredeljena

- (N98) Zapleti, povezani z umetno opoditvijo
  - (N98.0) Infekcija povezana z umetno opoditvijo
  - (N98.1) Hiperstimulacija jajčnikov
  - (N98.2) Zapleti pri poskusu vnosa oplojenega jajčeca po  zunajtelesni oploditvi
  - (N98.3) Zapleti pri poskusu vnosa zarodka pri prenosu zarodka
  - (N98.8) Drugi zapleti, povezani z umetno opoditvijo
  - (N98.9) Zaplet povezan z umetno opoditvijo, neopredeljen

### (N99) Druge motnje sečil in spolovil
- (N99) Pooperativne motnje sečil in spolovil, ki niso uvrščena drugje
  - (N99.0) Pooperativna okvara ledvic
  - (N99.1) Pooperativna striktura uretre
    - Zoženje uretre po katetrizaciji

  - (N99.2) Pooperativne zarastline nožnice
  - (N99.3) Zdrs vaginalnega oboka po histerektomiji
  - (N99.4) Pooperativne peritonealne zarastline v medenični votlini
  - (N99.5) Slabo delovanje zunanjega izvodila sečnih poti
  - (N99.8) Druge pooperativne motnje sečil in spolovil
    - Sindrom residualnega ovarija

  - (N99.9) Pooperativna motnja sečil in spolovil, neopredeljena